# Tricyphona (Tricyphona) longiloba
Tricyphona (Tricyphona) longiloba is een tweevleugelige uit de familie Pediciidae. De soort komt voor in het Palearctisch gebied.